# Michael Padrolo
Michael Padrolo foi um prelado católico romano que serviu como bispo de Nemosia (1443–?).

## Biografia
Michael Padrolo era membro da Ordem dos Pregadores e foi nomeado durante o papado de Eugénio IV como Bispo de Nemosia. No dia 17 de novembro de 1443, foi consagrado bispo por Radulphus, bispo de Città di Castello, com Luis de La Guerra, bispo da Guarda, e Benedetto Paconati, bispo de Bagnoregio, servindo como co-consagradores.